# 666 Live
666 Live is een cd/dvd uit 2007 van de Canadese punkband Billy Talent. Het bevat drie van de Europese optredens van hun voorgaande tour. De standaard versie bevat ook beeldmateriaal van zes live nummers die ze spelen bij de shows bij Brixton Academy, Philips Halle en het Rock Am Ring Festival. Op de tweede disc staat het audiogedeelte van het gehele concert dat de band in Düsseldorf gaf. De deluxe versie bestaat uit twee extra dvd's en bevat meer beeldmateriaal van dezelfde show. Het album is geproduceerd door Pierre en Francois Lamoureux.
Het album heeft een Juno Award gewonnen voor Muziek DVD van het jaar op 5 april 2008.

## Standaard versie

#### Live DVD

##### Optredens bij het Brixton Academy in Londen
1. This is How It Goes
2. Devil in a Midnight Mass
3. This Suffering
4. Standing in the Rain
5. Navy Song
6. Worker Bees

##### Optredens in de Phillipshalle in Düsseldorf
1. Line & Sinker
2. The Ex
3. Surrender
4. Prisoners of Today
5. River Below
6. Red Flag

##### Optredens op het Rock Am Ring Festival in Nürburgring
1. Perfect World
2. Sympathy
3. Try Honesty
4. Nothing to Lose
5. Fallen Leaves
6. Red Flag

#### Live CD

##### Livenummers opgenomen in de Phillipshalle in Düsseldorf
1. This is How It Goes
2. Devil in a Midnight Mass
3. This Suffering
4. Line & Sinker
5. Standing in the Rain
6. The Navy Song
7. Worker Bees
8. The Ex
9. Surrender
10. Prisoners of Today
11. River Below
12. Perfect World
13. Sympathy
14. Try Honesty
15. Nothing to Lose
16. Fallen Leaves
17. Red Flag

## Deluxe versie

#### Brixton DVD
1. This is How It Goes
2. Devil in a Midnight Mass
3. This Suffering
4. Line & Sinker
5. Standing in the Rain
6. The Navy Song
7. Worker Bees
8. The Ex
9. Prisoners of Today
10. Fallen Leaves
11. Perfect World
12. Sympathy
13. Try Honesty
14. Nothing to Lose
15. River Below
16. Red Flag

#### Düsseldorf DVD
1. This is How It Goes
2. Devil in a Midnight Mass
3. This Suffering
4. Line & Sinker
5. Standing in the Rain
6. The Navy Song
7. Worker Bees
8. The Ex
9. Surrender
10. Prisoners of Today
11. River Below
12. Perfect World
13. Sympathy
14. Try Honesty
15. Nothing to Lose
16. Fallen Leaves
17. Red Flag